# Stanisław Faleński
Stanisław Faleński herbu Sas (zm. w 1631 roku) – kanonik pułtuski, sekretarz królewski w 1617 roku, pisarz Metryki Koronnej kancelarii mniejszej w latach 1613-1615, w 1617 i 1618 roku, regent kancelarii mniejszej koronnej, doktor praw.
Pochowany w Pułtusku.